# Familia Giannini
GIANNINI es un nombre italiano común y extendido que adquirió notoriedad en Génova, Milán y el norte de Italia, donde accedieron a la nobleza. A partir de entonces emparentaron con las familias más destacadas de Italia. Don Blas Giannini, teniente general del Regimiento de Infantería de Milán, miembro del Consejo Secreto de Su Majestad Felipe IV, al cual le fue otorgado el condado de Francavilla.

## Historia
CASA DE GIANNINI PALLAVICINI
Don Blas Giannini, natural de Génova, teniente general y comisario general del ejército español en Milán, miembro del Consejo Secreto de Milán, recibió el nombramiento de conde de Francavilla sobre su tierra del condado de Francavilla en el reino de Nápoles (provincia de Calabria, hoy llamada Francavilla Marittima), otorgado para él, sus herederos y sucesores, el 24 de enero de 1672 por S.M. la reina doña Mariana de Austria, regente en nombre de su hijo don Carlos II de España, entonces menor de edad. El registro de este título consta en el Archivo General de Simancas en ocho hojas foliadas del antiguo Consejo de Italia.
En la concesión del título de conde se refiere que Su Majestad daba su real asenso a la cesión y venta que previamente le había hecho don Joseph de Serra Doria, marqués de Almendralejo, a don Blas Giannini de la tierra o feudo llamado Francavilla sito en la provincia de Calabria, vltra nostri Sicilia Regia citerioris, en el reino de Nápoles por precio de 7.000 ducados con las condiciones y demás cláusulas que allí declaraba.
Título de conde a Don Blas Giannini sobre su tierra de Francavila en el reino de Nápoles para sí, sus herederos y sucesores
Concede Su Majestad su Real assenso a la cessión y venta que Don Joseph Serra Doria, marqués de Almendralejo, ha hecho en favor de Don Blas Giannini de la tierra o feudo llamado Francavilla sito en la provincia de Calabria vltra del Reyno de Nápoles por precio de 7 mil ducados con las condiciones y cláusulas que aquí se declaran. El Consejo.

## Descendientes españoles
1. Pedro Giannini, teniente del Regimiento de Infantería de Milán (1750), hijo de don Domingo Giannini y doña Ángela Catherina Pallavicini, naturales de Génova.
2. Eustaquio Giannini, ingeniero hidráulico de la Armada española, hijo de don Pedro Giannini y doña Magdalena Bentallol. Diseñador del Puerto de Buenos Aires; gobernador de Paraguay (1805), restaurador de la Torre de Hércules (La Coruña) junto a su hermano José Giannini Pallavicini. Una hermana llamada Teresa contrajo matrimonio con José Mesía Figueroa, marqués de Acapulco.
3. Prudencio Giannini, hijo de Eustaquio, coronel de los Reales Ejércitos. Gobernador de Fuerteventura.
4. Dolores Giannini y Moyano.

## Pedro Giannini Pallavicini
Natural de Génova, Teniente del Regimiento de infantería de Milán, contrajo matrimonio con doña Magdalena Bentallol, natural de Cartagena con quien tuvo tres hijos: Eustaquio, José y Teresa Giannini Pallavicini y Bentallol.
Pedro Giannini Pallavicini, en calidad de noble genovés ingresó en la Real Compañía de Guardias Marinas y Colegio Naval de Cádiz, donde se hizo constar que gozaba de buena salud, comenzó a servir como guardiamarina el 2 de agosto de 1738, puesto en el que se mantuvo durante cinco años, diez meses y veintinueve días. Fue trasladado al Regimiento de Infantería de Milán el 23 de febrero de 1745, donde sirvió durante dieciséis años, once meses y dieciocho días. Ascendió a teniente de Granaderos el 11 de febrero de 1762 permaneciendo en ese empleo dos años, once meses y dos días. Finalmente ascendió a capitán el 13 de enero de 1769 y se mantuvo en dicho empleo siete años, cuatro meses y diecisiete días. Por lo que hasta fin de mayo de 1772 sirvió treinta y tres años, dos meses y seis días.
```
       
Por certificación del marqués de la Victoria consta:  que estuvo presente el 22 de febrero de 1744

en el combate contra los ingleses en el navío 
El Real
;  y en el mismo buque en la defensa de 
Tortona
 y 
Orán
.
Así como haberse portado con todo valor durante los combates.  También estuvo en las campañas de 
Italia
.
```

## Eustaquio Giannini Pallavicini y Bentallol
Nació en Badajoz el 20 de septiembre de 1750 debido al destino transitorio de su padre en la plaza fortificada de aquella villa que custodiaba la frontera lusitana. En 1762 ingresó en el Regimiento de Infantería de Milán, donde permaneció como cadete durante seis años, ascendiendo a subteniente de bandera a finales de 1769. En esta categoría se formó como ingeniero ordinario de marina.
Entre 1772 y 1775 amplió estudios en la Real Academia de Matemáticas de Barcelona por orden de Carlos III. Tuvo como primer profesor al coronel Claudio Martel y recibió la máxima calificación en matemáticas y dibujo.
Tras un breve periodo en el regimiento de Milán en junio de 1776 se incorporó al cuerpo de ingenieros de marina, asignándole como destino el departamento de Ferrol. En octubre de 1779 fue comisionado a Santander durante un año en la tala de bosques para la marina. Cuando finalizó regresó a Ferrol donde obtuvo, a finales de 1782, el ingreso en la Real Armada Española con la distinción de alférez de navío y con el cargo profesional de ingeniero hidráulico extraordinario de marina. Esta rama de ingeniería era responsable de las obras en los pantalanes, puertos, canales, diques y fondeaderos.
Desde aquella fecha desarrolló su profesión en Ferrol hasta 1804 en que fue destinado a Argentina. Durante estas más de dos décadas realizó sus servicios en la propia ciudad de Ferrol y en el vecino puerto de La Coruña, excepto la primera comisión de 1783 que realizó en Vivero y Ribadeo haciendo un reconocimiento de los montes y caminos y del lecho del río Eo.
El 23 de marzo de 1784 casó con doña Mariana Hermosilla de Vizcarrondo, hija del teniente coronel de artillería don José Hermosilla, pero quedó viudo muy pronto sin dejar descendencia de este matrimonio.
La permanencia en Ferrol le permitió ampliar su formación matemática en la academia de Guardias Marinas, probablemente el núcleo científico más importante de Galicia en el siglo XVIII. Le examinó el maestro primero de matemáticas y director de la Academia, el capitán de infantería Cipriano Vimercati en mayo de 1787 de álgebra finita, resolución de ecuaciones y su aplicación a la geometría y las curvas, poco después de cálculo diferencial e integral y mecánica. En el informe final Vimercati señala la esmerada formación matemática de Eustaquio Giannini y su habilidad en la resolución de problemas de geometría, física y construcción.
La intervención como ingeniero en la ciudad de La Coruña puede agruparse en tres tipos de actividades: obras de restauración de la Torre de Hércules, entre 1788 y 1790, colocación de su farol (1800), ampliación del pantalán (entre 1789 y 1792) y otros servicios asociados a los citados. Esta actividad coincide con un período de economía pujante en la ciudad lo que le permitirá destacar en la sociedad coruñesa, pues Eustaquio Giannini sería el ingeniero encargado de diseñar y ejecutar las nuevas infraestructuras portuarias. Al servicio del recién inaugurado Consulado Marítimo dirigió la reforma de la Torre de Hércules, las obras del pantalán y la plataforma de comunicación del castillo de San Antón.

## Torre de Hércules
Se encontraba entonces en un estado deplorable a pesar de que su funcionamiento era vital para el puerto coruñés, pues daba seguridad y acierto a los navegantes que frecuentasen sus costas e intentasen tomar su puerto, cuya entrada solía confundirse en tiempos tormentosos con los de la peligrosa ensenada de Orzán. Aquí desarrolló un trabajo excelente de restauración, como han reconocido siempre los especialistas, respetando en lo posible la estructura primitiva. Su trabajo consistió básicamente en la retirada de las partes que se encontraban en peor estado, incluyendo la cúpula romana, que fue sustituida por dos cuerpos octagonales que dan paso a la linterna que acoge el fanal. Revistió la torre con gruesas paredes de granito, lo que ha permitido su conservación hasta la actualidad, creando en el interior de este revestimiento una escalera de piedra que facilita su ascenso y protege a la torre primigenia.
En junio de 1800 Eustaquio Giannini se encontraba en La Coruña para instalar el fanal giratorio de la Torre de Hércules que procedía de Londres. Cinco meses después fue nombrado primer ayudante de los Correos Marítimos de la Coruña, cargo que ejerció hasta 1802 cuando delegó la instalación del fanal en su hermano José Giannini (1755-1809), teniente de navío e ingeniero ordinario del mismo departamento. Pero al decir de los críticos su joven hermano no tenía la habilidad, la cuidada formación científica, ni la experiencia de Eustaquio. No obstante, bajo su dirección se llevó a cabo el montaje del fanal. En esa época José Giannini era responsable de verificar los fondos de la dársena de Ferrol, así como de la reedificación de las casas de vigías de la costa como la de Finisterre. Por su parte, Eustaquio Giannini también realizó varios proyectos del puerto coruñés, ideó la plataforma que circunda la torre y proyectó el trazado del camino que comunicaba la torre con el casco urbano. Dirigió las reparaciones de las rampas situadas enfrente de la Aduana que servían de pantalán principal de embarque y desembarque que estaban en un estado ruinoso. Además estuvo implicado en las reparaciones de fuentes y otros servicios públicos de la ciudad. Estas actividades le muestran como el principal ingeniero del puerto coruñés y uno de los más importantes de Galicia.
También Eustaquio Giannini se ocupó de la inspección y levantamiento de planos de varios puertos gallegos, como del pantalán de la villa de Mugía (1791), de los puertos y costas desde las islas Sisargas hasta el Miño (1791-94) y de la ría de Vigo (1793).
Una vez rematados los trabajos en La Coruña regresó a Ferrol. Los méritos adquiridos en los últimos años le permitieron ascender en la escala militar a los grados de teniente de navío, con la categoría de ingeniero ordinario en abril de 1784 y a capitán de fragata en diciembre de 1792.
En 1791 contrajo segundas nupcias con doña Xaviera María Azpilcueta y Stafford, de quien también enviudó en poco tiempo sin dejar descendencia. En 1798 solicitó destino en una comisión para cortes de madera para fabricar navíos de la Armada en los montes de Guipúzcoa, Burgos y Asturias.
En marzo del año siguiente ascendió a ingeniero jefe con la distinción militar de capitán de navío. Nueve meses después la Corona le asignó la inspección del pantalán y puerto de Buenos Aires, en Argentina. Partió de Ferrol el 21 de abril de 1804 en la corbeta “Príncipe de Asturias” cuando contaba 54 años de edad. En un informe reservado el director del Cuerpo de Ingenieros, José Müller, señalaba en 1801 que Eustaquio Giannini tenía muy buenos conocimientos de arquitectura civil e hidráulica, cuyo ramo había desempeñado casi todo el tiempo de sus servicios, así como destacaba por su buena conducta y eficacia en el servicio.

## Río de la Plata
Eustaquio Giannini llegó a Buenos Aires a principios de julio de 1804 con el encargo de construir un pantalán, a semejanza del malagueño, de gran interés debido al importante crecimiento comercial que experimentaba Buenos Aires en aquellos años. Tras un minucioso estudio expuso la necesidad de construir un puerto, pues en su opinión el pantalán resultaba insuficiente; para tal fin realizó complejas mediciones, sondas del río y de las diferentes calidades del fondo, y levantó además dos planos de Buenos Aires que figuran entre los mejores de la ciudad. En 1805 levantó también planos de una nueva población en San Fernando para albergar el pueblo de Santa María de las Conchas, arrasado por un temporal, y del canal y el puente para canalizar futuras crecidas.
En 1806 dirigió las tropas españolas contra la primera invasión inglesa de Buenos Aires. Dos años después marchó a inspeccionar los pueblos de Misiones y Paraguay, donde asistió al reconocimiento de maderas de los bosques y durante diez meses, desde octubre de 1808 hasta junio de 1809, fue nombrado gobernador intendente del Paraguay para cubrir la ausencia de Bernardo de Velasco.
En marzo de 1810 marchó a Montevideo y dirigió la instalación del fanal en el faro de la isla de Flores. En este mismo año regresó a Buenos Aires, donde según algunas fuentes se adhirió moderadamente a la Revolución de Mayo, lo que es muy dudoso. Lo que si está documentado es su paso por Santa Fe donde se vio obligado a permanecer en esta ciudad, que se hallaba en manos de la Junta revolucionaria, durante un tiempo en el que levantó planos para la construcción de balizas, realizó estudios hidrográficos y también realizó en 1811 un plano de la ciudad, sus alrededores y las baterías. Esa actitud fue lo que se interpretó como colaboracionismo con los junteros, algo que quedó en anécdota quedando limpio su expediente personal al saberse las circunstancias en que realizó su trabajo y estancia en Santa Fe. Ese mismo año 1811 se le autorizó volver a España, como lo había solicitado previamente, pero la débil salud le impidió realizar tan largo viaje.
Parece ser que en Santa Fe lo hicieron prisionero los independentistas y aunque logró huir a Montevideo al año siguiente fue detenido de nuevo y llevado a Buenos Aires. Los independentistas le ofrecieron la faja de general si se unía a ellos, pero Eustaquio Giannini se negó diciendo que jamás traicionaría a su patria. Falleció en Buenos Aires el primero de diciembre de 1814 o quizás el día anterior de un accidente que le habían provocado los disgustos de la prisión, según expresa su expediente personal, pero puede que su óbito se produjera en la ciudad de Montevideo en la misma fecha.
El historiador argentino Destefani (1970) destaca su obra cartográfica compuesta de cinco planos como una de las más importantes de la época pre y posrevolucionaria, aunque gran parte de sus proyectos no se pusieran en práctica hasta muchos tiempo después.
En América Eustaquio Giannini volvió casarse en terceras nupcias con doña Tomasa Moyano, natural de Montevideo, con la que tuvo dos hijos: Prudencio y María Dolores. Después de la muerte del padre los tres regresaron a España perseguidos por los insurgentes, según sus propias declaraciones, quienes les arrebataron todos los documentos personales del ingeniero, su padre y esposo, que escritos en latín demostraban su ascendencia noble.

## Prudencio Giannini Moyano
Siguió la tradición familiar ingresando en el regimiento de infantería, al igual que su padre, y estudiando geometría aplicada. Se estableció en La Coruña hacia 1834, en Castilla (hacía 1850), Málaga (al menos hasta 1854) y en Canarias (1864) donde protagonizó un importante litigio con el alcalde mayor de Fuerteventura, donde ascendió a gobernador primer comandante de la Isla en mayo de 1864.

## María Dolores Giannini Moyano
La hija de Eustaquio Giannini y doña Tomasa Moyano había nacido en Montevideo en 1812, por lo que solo contaba dos años de edad cuando regresó a España junto a su madre y hermano Prudencio. Una vez en la Península se dirigieron a Galicia donde los Giannini Pallavicini habían dejado buenos amigos y patrimonio. En Ferrol establecieron su casa y allí contrajo matrimonio María Dolores Giannini con un sobrino de la segunda esposa de su padre, llamado don Francisco de Borja Azpilcueta Yañez, con quien tuvo tres hijos: Enrique Azpilcueta, presbítero, Manuel Azpilcueta que murió célibe y doña Luisa Azpilcueta y Giannini quien nació el 16 de abril de 1851 en Ferrol donde en su mayoría de edad contrajo matrimonio con el letrado José Caballero Bahamonde, progenitores de la saga Caballero Azpilcueta, radicada en El Ferrol (La Coruña).